# Barrage hydroélectrique de Saguling
 (septembre 2012).
Si vous disposez d'ouvrages ou d'articles de référence ou si vous connaissez des sites web de qualité traitant du thème abordé ici, merci de compléter l'article en donnant les références utiles à sa vérifiabilité et en les liant à la section « Notes et références ».
Le barrage hydroélectrique de Saguling se trouve sur le cours du fleuve Citarum en Indonésie. Il se trouve à Saguling, à environ 30 km de Bandung.
Il est construit sur le même modèle que celui du Jatiluhur. La construction fut lancée en 1983 et le premier générateur opérationnel à partir de 1986. Le barrage est haut de 99 mètres et retient 2 165 millions de m3 d’eau. La production d’électricité est assurée par quatre turbines de 175 MW chacune et peut être doublée dans l’avenir pour répondre à la hausse de la demande énergétique. Le lac est aussi exploité par des organismes touristiques.